# Tôn Cán Khanh
Tôn Cán Khanh (19 tháng 1 năm 1919 – 5 tháng 1 năm 2019) là Thiếu tướng Quân Giải phóng Nhân dân Trung Quốc (PLA). Ông từng giữ chức Tham mưu trưởng Quân khu Quảng Châu, Tham mưu trưởng Quân khu Côn Minh và Tư lệnh Quân khu Hải Nam. Ông là cựu chiến binh trong Chiến tranh Trung – Nhật lần thứ hai, Nội chiến Trung Quốc và Chiến tranh Trung – Việt.

## Tiểu sử
Tôn Cán Khanh sinh ngày 19 tháng 1 năm 1919 tại Lâm Truy, tỉnh Sơn Đông. Đầu năm 1938, ông tham gia Bát lộ quân. Ông gia nhập Đảng Cộng sản Trung Quốc cùng năm. Trong cuộc Chiến tranh Trung–Nhật lần thứ hai, ông chiến đấu với Lục quân Đế quốc Nhật Bản ở tỉnh Sơn Đông thuộc miền Bắc Trung Quốc. Sau chiến tranh, ông được chỉ định đến Đông Bắc Trung Quốc, nơi ông giữ chức Trung đoàn trưởng của Quân Dã chiến Đông Bắc rồi Tham mưu trưởng Sư đoàn của Quân Dã chiến thứ 4. Trong cuộc Nội chiến Trung Quốc, ông tham gia Trận đánh Lâm Giang, Chiến dịch Liêu Thẩm, Chiến dịch Bình Tân và Trận đánh đảo Hải Nam.
Năm 1958, sau khi thành lập Nhà nước Cộng sản, ông được bổ nhiệm làm Phó Tư lệnh Pháo binh Quân khu Quảng Châu. Năm 1961, ông được phong quân hàm Thiếu tướng. Tháng 7 năm 1963, ông được bổ nhiệm giữ chức Tư lệnh Quân khu Hải Nam. Năm 1977, ông được bổ nhiệm làm Tham mưu trưởng Quân khu Côn Minh. Tháng 9 năm 1984, ông nghỉ hưu.
Ngày 5 tháng 1 năm 2019, Tôn Cán Khanh qua đời vì bệnh ở Nam Kinh, Giang Tô, hai tuần trước sinh nhật lần thứ 100 của ông.

## Phần thưởng
- Huân chương Độc lập và Tự do hạng Nhì
- Huân chương Giải phóng hạng Nhì